# Thelypteris caucaensis
Thelypteris caucaensis är en kärrbräkenväxtart som först beskrevs av Georg Hans Emmo Wolfgang Hieronymus, och fick sitt nu gällande namn av Arthur Hugh Garfit Alston. Thelypteris caucaensis ingår i släktet Thelypteris och familjen Thelypteridaceae. Inga underarter finns listade.